# Ivanhoe – Der schwarze Ritter
Ivanhoe – Der schwarze Ritter ist ein US-amerikanisch-britischer Ritterfilm aus dem Jahr 1952, der auf dem Roman Ivanhoe von Sir Walter Scott basiert. Unter der Regie von Richard Thorpe sind Robert Taylor, Elizabeth Taylor und Joan Fontaine in den Hauptrollen zu sehen. Besonders Musik und Ausstattung des Films gelten als wegweisend für viele weitere Vertreter des Genres.

## Handlung

### Prolog
Der Ritter Wilfred von Ivanhoe zieht durch die Lande und sucht König Richard Löwenherz, der auf der Heimkehr aus dem Heiligen Land plötzlich verschwunden ist. Auf einer Burg in Österreich wird er fündig, wo Leopold V. Richard gefangenhält. Richards Bruder Prinz John hat die Zahlung des Lösegelds von 150.000 Silbermark verweigert und macht mit einigen Normannenfürsten gemeinsame Sache, um den Thron Englands an sich zu reißen.

### Normannen auf Burg Rotherwood
Als einfacher Sänger verkleidet, kehrt Ivanhoe nach England zurück. Die normannischen Ritter Brian de Bois-Guilbert und Hugh de Bracy sind mit Gefolge in den Wäldern unterwegs zum Turnier in Ashby. Ivanhoe schließt sich dem Trupp an und empfiehlt Rotherwood als Nachtquartier. Dort bietet ihnen der Angelsachse Cedric, der seinen Sohn Ivanhoe verstoßen hat, weil dieser gegen seinen Willen ins Heilige Land gezogen war, widerwillig, jedoch im Sinne der Gastfreundschaft Abendmahl und Nachtlager an. Als auch der greise Jude Isaac von York um Herberge bittet, sprechen sich die Normannen dagegen aus, doch Cedric befiehlt, dem Gast Platz zu machen. Kurz nachdem Cedric gegenüber den Normannen erklärt hat, dass keine Angelsächsin den Tisch mit Eroberern teile, kommt sein Schützling Lady Rowena herein und setzt sich an ihren Tisch. Rowena erkundigt sich nach einem angelsächsischen Ritter, der in einem Turnier bei Acre (i.e. Belagerung von Akkon (1189–1191)) an Richards Seite die normannischen Ritter besiegte. Sein Name laute Wilfred von Ivanhoe.
Ivanhoe gibt sich schließlich seinem Vater gegenüber zu erkennen und bittet ihn, einen Teil des Lösegelds für Richard zu zahlen. Cedric weigert sich, da er glaubt Richard Löwenherz sei längst tot, und verlangt, dass Ivanhoe sein Haus verlässt. Ivanhoe entschließt sich daraufhin, den Normannen im Turnier zu begegnen, und macht den Leibeigenen Wamba zu seinem Knappen. Zwei normannische Kriegsknechte nähern sich derweil dem schlafenden Isaac von York in der Absicht, ihn zu überfallen. Ivanhoe und Wamba kommen hinzu und schlagen die Räuber zusammen. Anschließend nehmen sie sich Pferde und begleiten Isaac nach Sheffield.

### Ivanhoe in Sheffield
Obwohl König Richard die jüdischen Tempel geplündert hat, um den Kreuzzug zu finanzieren, will Isaac aus Dankbarkeit gegenüber Ivanhoe versuchen, das Lösegeld zusammenzubekommen. In der darauffolgenden Nacht begibt sich Isaacs Tochter Rebecca, die sich auf den ersten Blick in Ivanhoe verliebt hat, als Magd verkleidet zu Ivanhoe. Sie übergibt ihm ihren Schmuck, damit er sich eine Ausrüstung für das Turnier zulegen kann.

### Das Turnier zu Ashby
Auf dem Turnierplatz in Ashby stoßen fünf Normannen, darunter Brian de Bois-Guilbert und Hugh de Bracy, fünf Angelsachsen aus dem Sattel. Unter den Zuschauern befinden sich auch Isaac und Rebecca. Es reitet schließlich ein schwarzer Ritter vor, der seinen Namen verschweigt und lediglich angibt, Angelsachse und ein Gefolgsmann König Richards zu sein. Er fordert nun die normannischen Ritter zum Kampf. Ivanhoe, der sich unter der schwarzen Ritterrüstung verbirgt, senkt seine Lanze vor Rebecca und erweist ihr damit seine Wertschätzung.
Cedric ist begeistert, als der schwarze Ritter einen Normannen nach dem anderen aus dem Sattel hebt. Bois-Guilbert, der ein Auge auf Rebecca geworfen hat, ist sich sicher, dass er den schwarzen Ritter schon einmal hat kämpfen sehen. De Bracy wird schließlich ebenfalls aus dem Sattel gehoben. Doch ihm gelingt es, Ivanhoe an der Schulter zu verwunden. Da der schwarze Ritter bereits vier von fünf Gegnern besiegt hat und nicht mehr verlieren kann, spendiert Prinz John ein Diadem, das der Sieger seiner Herzensdame überreichen soll. Zur Freude der Angelsachsen erwählt Ivanhoe Rowena.
Im letzten Lanzengang wird Brian de Bois-Guilbert schwer getroffen und wankt, aber der bereits durch die Verwundung beeinträchtigte Ivanhoe schafft es auch nur bis zum Ende der Kampfbahn und fällt dann vom Pferd. Bei Prinz John herrscht stille Freude, bei den Sachsen und vor allem bei Rowena Entsetzen. Cedric schickt Rowena zu Ivanhoes Zelt, die dort auf Rebecca trifft. Ivanhoe ist schwer verletzt und sieht sich als Verlierer, weil er Bois-Guilbert nicht eindeutig besiegen konnte. Rowena will einen Arzt holen lassen, aber Rebecca möchte Ivanhoe lieber selber helfen. Rowena erkennt, dass Rebecca Ivanhoe liebt, und gibt nach, weil sie auf die jüdische Heilkunst vertraut. Es wird vereinbart, dass Ivanhoe nach Sheffield in Isaaks Haus gebracht werden und Wamba als regelmäßiger Bote dienen soll. Ein Spion (de Bois-Guilberts Knappe) beobachtet und meldet die Vorgänge.
Beim Abendmahl erkennt Bois-Guilbert, dass Ivanhoe der schwarze Ritter ist und dieser das Lösegeld bei den Juden auftreiben will. Prinz John lässt seine Ritter ausschwärmen, um Ivanhoe zu fangen. Über die Pfeilpost der Geächteten wird Robin von Locksley, der auf Ivanhoes Seite steht, darüber in Kenntnis gesetzt. Rebecca schmachtet derweil den schlafenden Ivanhoe an. Ihr Vater bemerkt ihre Gefühle und weist sie darauf hin, dass Juden und Christen einander nicht heiraten dürfen. Als Ivanhoe erwacht, erfährt er vom herbeigeeilten Locksley, dass die Normannen hinter ihm her sind. Ivanhoe folgt Locksley in den Wald, während Wamba auf Ivanhoes Bitte hin Isaac und Rebecca zu Cedric und Rowena bringt.

### Der Kampf um Burg Torquilstone
Auf dem Weg nach Rotherwood werden die Reisenden von den Normannen gefangen genommen und zur Burg Torquilstone gebracht. Ivanhoe reitet allein zur Burg und ist bereit, sich Prinz John zu stellen, wenn die Gefangenen im Gegenzug freigelassen werden. Bois-Guilbert stimmt zu, bricht jedoch sein Wort und lässt Cedric und Ivanhoe in den Folterkeller bringen, um zu erfahren, wo das Lösegeld ist.
Den Versuch De Bracys, ihr einen Heiratsantrag zu machen, erwidert Rowena mit einer Ohrfeige. Bois-Guilbert hegt ebenfalls Heiratspläne. Doch Rebecca will sich eher die Zinnen hinabstürzen, als ihn zum Mann zu nehmen. Ein Hornsignal verkündet schließlich die Ankunft der Geächteten aus den Wäldern. Locksley fordert die Übergabe der Gefangenen. Bois-Guilbert will den Hass der Geächteten schüren und lässt Ivanhoe auf den Bergfried bringen. Der Normanne Front de Boeuf will Ivanhoe spontan herunterstürzen und nimmt ihm zu diesem Zweck den Strick ab. Ivanhoe gelingt daraufhin die Flucht in den Keller, wo er die Gefangenen befreit. Als ein Feuer ausbricht, eilt Front de Boeuf mit zwei Mann los, um es zu löschen. Ivanhoe besiegt ihn und kämpft sich gemeinsam mit Cedric zu Rowena durch. Wamba jedoch kommt im Feuer um. Locksleys Vertrauter Bruder Tuck führt derweil einen Trupp mit einer Ramme gegen das Tor. Als das Tor bricht, dringen die Angreifer ein.

### Rebecca vor Gericht
Bois-Guilbert kann mit Rebecca entkommen und eilt zu Prinz John. Waldemar Fitzurse rät, Rebecca als Hexe anzuklagen, um so Ivanhoe anzulocken und die Juden zu erpressen. Cedric, Rowena und etliche Helfer sehen sich in York einen Tisch voller Geld und Wertsachen an. Isaac bringt zur Komplettierung des Lösegelds ein Pergament, das in Wien 100.000 Silbermark wert ist. Als die Nachricht eintrifft, dass Rebecca für 100.000 Silbermark freikomme, entschließt sich Isaac schweren Herzens, seine Tochter zugunsten Richards aufzugeben. Ivanhoe ist jedoch entschlossen, auch Rebecca zu retten.
Rebecca wird schließlich vor Gericht der Hexerei angeklagt. Als sie sich weigert, zu gestehen und ihrem jüdischen Glauben abzuschwören, bricht Prinz John die Befragung ab und Fitzurse verkündet Rebeccas Todesurteil. Ivanhoe, bisher heimlicher Zuschauer im Publikum, tritt vor und fordert ein Gottesurteil im Zweikampf. Dem muss laut Gesetz stattgegeben werden. Rebecca, die auf dem Scheiterhaufen hingerichtet werden soll, akzeptiert Ivanhoe als ihren Kämpfer. Prinz John wählt Brian de Bois-Guilbert als Gegenstreiter. Dieser ist bereit, den Kampf nicht anzutreten und seine Ehre als Ritter zu verlieren, wenn Rebecca ihn erhört. Doch Rebecca lehnt sein Angebot ab.
Bois-Guilbert wählt als Waffe den Morgenstern und Ivanhoe die Axt. Während des Kampfes wird Ivanhoe vom Pferd geworfen. Bois-Guilbert schlägt vom Pferd aus weiter auf seinen Gegner ein. Ivanhoe reißt Bois-Guilbert schließlich vom Pferd und trifft ihn mit der Axt in die Brust. Der Kampf ist gerade vorbei, als Richard mit seinem Gefolge einreitet und seinem Bruder mit vorwurfsvollem Blick gegenübertritt. Rebecca eilt zu Ivanhoe, muss jedoch einsehen, dass dieser zu Rowena gehört. Sie wendet sich daher dem sterbenden Bois-Guilbert zu. Zum Abschluss hält König Richard eine Rede. Das Volk bricht in frenetischen Jubel aus.

## Hintergrund

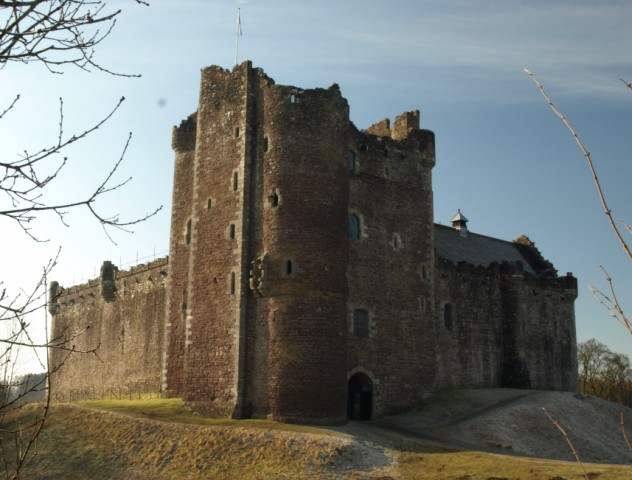
Doune Castle in Schottland, ein Drehort des Films

Ivanhoe war die bis dahin vierte Verfilmung des Stoffes und der erste Film der Ritter-Trilogie des Dreiergespanns Pandro S. Berman (Produktion), Richard Thorpe (Regie) und Robert Taylor (männliche Hauptrolle). Er beschäftigt sich mit dem Höhepunkt der Ritterzeit unter König Richard Löwenherz, während der Nachfolger Die Ritter der Tafelrunde (1953) sich den Anfängen unter König Artus und der dritte Film Liebe, Tod und Teufel (1955, nach dem Roman Quentin Durward von Walter Scott) dem Ende dieser Ära widmete.
Auf dem Gelände der britischen MGM-Studios in Borehamwood wurde für Ivanhoe eine riesige Burganlage errichtet, die später für weitere Ritterfilme genutzt wurde. Alfred Junge kam dabei als Filmarchitekt zum Einsatz. Die Dreharbeiten fanden von Juli bis September 1951 statt. Ein weiterer Drehort war Doune Castle in Schottland. Das Budget des Films lag bei knapp vier Millionen Dollar.
Ivanhoe – Der schwarze Ritter wurde am 12. Juni 1952 in London uraufgeführt. Für MGM wurde der Film mit einem Einspielergebnis von mehr als 6,2 Millionen Dollar der erfolgreichste Film des Jahres. In Deutschland kam der Film am 28. März 1953 in die Kinos.

## Unterschiede zum Roman
Ein wesentlicher Unterschied zwischen Film und Romanvorlage ist der Ausgang des finalen Gerichtskampfes zwischen Ivanhoe und dem Tempelritter. Während Brian De Bois-Guilbert im Roman nicht von Ivanhoe, sondern von einer höheren Macht niedergestreckt wird, gewinnt Ivanhoe im Film den „Endkampf“ augenscheinlich aus eigener Kraft.
Die Handlung wurde für den Film gestrafft, beispielsweise tritt der Prior von Jorvaulx im Film nicht auf, ebenso wenig der Schweinehirt Gurth, einer von Ivanhoes Freunden. Die Rolle des „Schwarzen Ritters“, die im Roman Richard Löwenherz spielt, wurde im Film auf Ivanhoe selbst übertragen.
Der deutsche Titelzusatz „Der schwarze Ritter“ trifft zwar auf Ivanhoes Farben im Ritterturnier zu (Film), in Scotts Roman trägt er aber den Titel „Desdichado“ auf dem Schild. Im Roman verbirgt sich hinter dem schwarzen Ritter Richard Löwenherz, der später den Angriff auf Burg Torquilstone befehligt. Ivanhoe selbst befindet sich während des Angriffs noch verwundet auf der Burg.
Im Tischgespräch auf Burg Rotherwood spricht Lady Rowena in der deutschen Synchronisation missverständlich von einer „Schlacht bei Acre“. Gemeint ist ein Turnier der angelsächsischen und normannischen Ritter, in dem Ivanhoe die in der Szene am Tisch sitzenden Normannen besiegte.

## Kritiken
„Dank guter Besetzung und reicher Ausstattung eine fesselnde Schilderung des Hochmittelalters“, konstatierte das Lexikon des internationalen Films. Die Filmzeitschrift Cinema sprach von einem „Klassiker des Ritterfilms in traumhaften Farben“. Das positive Fazit lautete: „Monumentale Mär mit Herz und Action.“ Auch br-online schwärmte: „Mit Ivanhoe – Der schwarze Ritter inszenierte Regisseur Richard Thorpe grandioses Hollywoodkino und das Musterbeispiel des Ritterfilms.“

## Auszeichnungen
Der Film war 1953 für drei Oscars in den Kategorien Bester Film, Beste Kamera und Beste Filmmusik nominiert. Regisseur Richard Thorpe erhielt eine Nominierung für den Directors Guild of America Award. Des Weiteren erhielten der Film für seine Aussage, das internationale Verständnis zu fördern, sowie Miklós Rózsa für die Filmmusik je eine Golden-Globe-Nominierung.

## Deutsche Fassung
Die deutsche Synchronfassung entstand 1953 im MGM-Synchronisations-Atelier in Berlin.
| Rolle                  | Darsteller       | Synchronsprecher    |
| ---------------------- | ---------------- | ------------------- |
| Wilfred von Ivanhoe    | Robert Taylor    | Paul Klinger        |
| Rebecca                | Elizabeth Taylor | Bettina Schön       |
| Rowena                 | Joan Fontaine    | Tilly Lauenstein    |
| Brian De Bois-Guilbert | George Sanders   | Walther Suessenguth |
| Wamba                  | Emlyn Williams   | Clemens Hasse       |
| Hugh de Bracy          | Robert Douglas   | Fritz Tillmann      |
| Cedric                 | Finlay Currie    | Otto Stoeckel       |
| Isaac von York         | Felix Aylmer     | Franz Weber         |
| Front de Boeuf         | Francis De Wolff | Walter Altenkirch   |
| Richard Löwenherz      | Norman Wooland   | Axel Monjé          |
| Waldemar Fitzurse      | Basil Sydney     | Karl Schönböck      |
| Locksley               | Harold Warrender | Wolf Martini        |
| Hundebart              | John Ruddock     | Carl Heinz Carell   |
| normannischer Wächter  | Valentine Dyall  | Franz Nicklisch     |
| Prinz John             | Guy Rolfe        | Otto Matthies       |

## Soundtrack
- Miklós Rózsa: Ivanhoe. The Complete Motion Picture Score. Intrada, San Francisco 1994, Tonträger-Nr. MAF 7055D – digitale Neueinspielung der vollständigen Filmmusik durch das Sinfonia of London unter der Leitung von Bruce Broughton